# 영락의 강단
《영락의 강단》은 대한민국의 방송국 기독교방송의 라디오 채널 CBS 표준FM에서 매주 일요일 오전 7시 ~ 오전 7시 30분까지 방송하는 라디오 프로그램이다. 영락교회 김운성 목사의 설교를 들려준다.

## 담당 목사
- 영락교회 김운성 목사

## 같이 보기
- CBS 표준FM

| CBS 표준FM               |                          |                          |
| 이전                     | 영락의 강단 (일)         | 다음                     |
| 믿음 위에 서서 (일)      | 영락의 강단 (일)         | 진리의 말씀 (일)         |
| 오전 6시 30분 ~ 오전 7시 | 오전 7시 ~ 오전 7시 30분 | 오전 7시 30분 ~ 오전 8시 |
|                          |                          |                          |

| 부산CBS 표준FM           |                          |                          |
| 이전                     | 영락의 강단 (일)         | 다음                     |
| 믿음 위에 서서 (일)      | 영락의 강단 (일)         | 진리의 말씀 (일)         |
| 오전 6시 30분 ~ 오전 7시 | 오전 7시 ~ 오전 7시 30분 | 오전 7시 30분 ~ 오전 8시 |
|                          |                          |                          |

| 경남CBS 표준FM           |                          |                          |
| 이전                     | 영락의 강단 (일)         | 다음                     |
| 믿음 위에 서서 (일)      | 영락의 강단 (일)         | 진리의 말씀 (일)         |
| 오전 6시 30분 ~ 오전 7시 | 오전 7시 ~ 오전 7시 30분 | 오전 7시 30분 ~ 오전 8시 |
|                          |                          |                          |